# Chirita elata
Chirita elata är en tvåhjärtbladig växtart som beskrevs av Ridley. Chirita elata ingår i släktet Chirita och familjen Gesneriaceae. Inga underarter finns listade i Catalogue of Life.